# 七中記念館
七中記念館（ななちゅうきねんかん）は、愛知県半田市出口町一丁目30の愛知県立半田高等学校敷地内にある建築物。
愛知県の旧制中学校に現存する鉄筋コンクリート造の武道場としては最古の建造物である。「旧愛知県半田中学校武道場（七中記念館）」の名称で登録有形文化財。

## 歴史

### 竣工
1919年（大正8年）、愛知県立第七中学校（現・愛知県立半田高等学校）が開校した。1924年（大正13年）に武道場としてこの建物が建てられた。設計は愛知県営繕課の足立武郎、施工は半田の土井組（土井新太郎）とされている。
1950年（昭和25年）に改修工事が行われた。
その後は柔道、剣道、卓球などに用いられていた。2004年（平成16年）には耐震性に問題があることが判明し、備品倉庫に転用された。

### 文化財としての保存
2018年（平成30年）には半田高等学校100周年記念事業として、卒業生らから寄付を募って改修工事が行われた。10月21日に竣工式が行われ、卒業生の榊原定征日本経済団体連合会前会長なども出席した。2022年（令和4年）6月29日、「旧愛知県半田中学校武道場（七中記念館）」の名称で登録有形文化財に登録された。登録基準は「造形の規範となっているもの」。なお、同時に愛知県立瑞陵高等学校感喜堂も登録されている。
愛知県における戦前の旧制中学校で、現存する鉄筋コンクリート造の武道場は、七中記念館に加えて、1926年（大正15年）竣工の愛知県岡崎師範学校武道場（現・愛知教育大学附属特別支援学校作業実習棟）、1928年（昭和3年）竣工の西尾中学校武道場（現・愛知県立西尾高等学校武道場）の3棟のみである。いずれも基礎と壁のみに鉄筋コンクリートを用いる側鉄筋コンクリート造であり、屋根は半切妻造の桟瓦葺である。

## 建築
- 鉄筋コンクリート造平屋建、半切妻造、桟瓦葺[2]。建築面積275平方メートル[2]。愛知県立半田高等学校校地の中央北寄りに建つ[2]。西側に玄関を有する[2]。
- 1924年（大正13年）竣工[2]。2022年（令和4年）6月29日、登録有形文化財に登録された[2]。